# Mystère (film, 1983)
Pour les articles homonymes, voir Mystère.
Pour plus de détails, voir Fiche technique et Distribution.
Mystère est un giallo italien réalisé par Carlo Vanzina, sorti en 1983.

## Fiche technique
- Titre français : Mystère
- Réalisation : Carlo Vanzina
- Scénario : Carlo Vanzina et Enrico Vanzina
- Photographie : Giuseppe Maccari
- Musique : Armando Trovajoli
- Pays de production : Italie
- Genre : Giallo
- Durée : 84 minutes
- Dates de sortie : 
  - Italie : 28 novembre 1983
  - France : 5 mars 1986

## Distribution
- Carole Bouquet : Mystère
- Phil Coccioletti : Inspecteur Colt
- Duilio Del Prete : Capitaine Levi
- John Steiner : Ivanov
- Gabriele Tinti : Mink
- Peter Berling : Reinhardt
- Janet Ågren : Pamela